# Melbourne Spurr
Pour les articles homonymes, voir Spurr.
Melbourne Spurr est un photographe sourd américain, né le 22 décembre 1888 à Decorah (Iowa) et mort le 3 octobre 1964 à Los Angeles (Californie).

## Biographie

### Jeunesse
Melbourne Erwin Spurr naît sourd le 22 décembre 1888 à Decorah, dans l’Iowa. Son père est Ervin Willard Spurr et sa mère, Nettie Spurr (née Stiles). Il a une sœur, Gladys Celeste Spurr, et un frère, Wilbur Shimer Spurr,. Son père est un célèbre photographe d’artistes et de scientifiques, également propriétaire du Studio One Man à Waterloo dans le comté de Black Hawk.
En 1910, sa propre carrière de photographe commence avec son père, avant de déménager à Chicago : il y ouvre son premier studio.

### Carrière
En 1916, Melbourne Spurr arrive à Hollywood et ne cache pas son rêve, celui d’être acteur. Aucun réalisateur ne veut travailler avec lui sous prétexte que gérer un acteur sourd s’avère compliqué,.
Grâce à son père, le jeune travaille aux côtés du photographe renommé Fred Hartsook qui a pour mission de réaliser des portraits des célébrités débutantes. Ses premiers clichés représente un jeune comédien appelé Charlie Chaplin. Un jour, il photographie l’actrice Mary Pickford au studio d’Hartsook et cette dernière, impressionnée par son travail, décide de l’aider à lancer sa carrière de photographe portraitiste à Hollywood. Au milieu des années 1920, il est considéré comme l'un des premiers portraitistes de célébrités au monde. Il photographie souvent Vilma Banky, John Barrymore, Hobart Bosworth, Fanny Brice, Betty Compson, Marion Davies, William DeMille, Douglas Fairbanks, Pauline Frederick, Buster Keaton, Jacqueline Logan, June Marlowe, Alla Nazimova, Pola Negri, Norma Shearer, Norma Talmadge, Alice Terry, Bryant Washburn, et bien d’autres.
Selon sa famille ayant une photographie de lui en costume qui prouve qu’il a participé au tournage Docteur Jekyll et M. Hyde (Dr. Jekyll and Mr. Hyde) de John S. Robertson, mais n’apparaît pas à l’écran.
À la fin des années 1920, pendant que les célébrités possèdent leurs propres photographes, il refuse de travailler pour les studios assez importants à Hollywood : il continue à photographier les écrivains, des artistes et des hommes politiques. Son nom s’assombrit peu à peu, étant donné que les célébrités du cinéma muet tombent dans l’oubli.

### Vie privée
Melbourne Spurr se marie avec Kathryn Harris à Hollywood, avant de l’abandonner pour une actrice allemande originaire hongroise Lena Malena, et, trois ans plus tard, son épouse lui demande alors le divorce.
Il meurt à 75 ans, le 3 octobre 1964 à Los Angeles en Californie, où il repose au Hollywood Forever Cemetery.

## Galerie

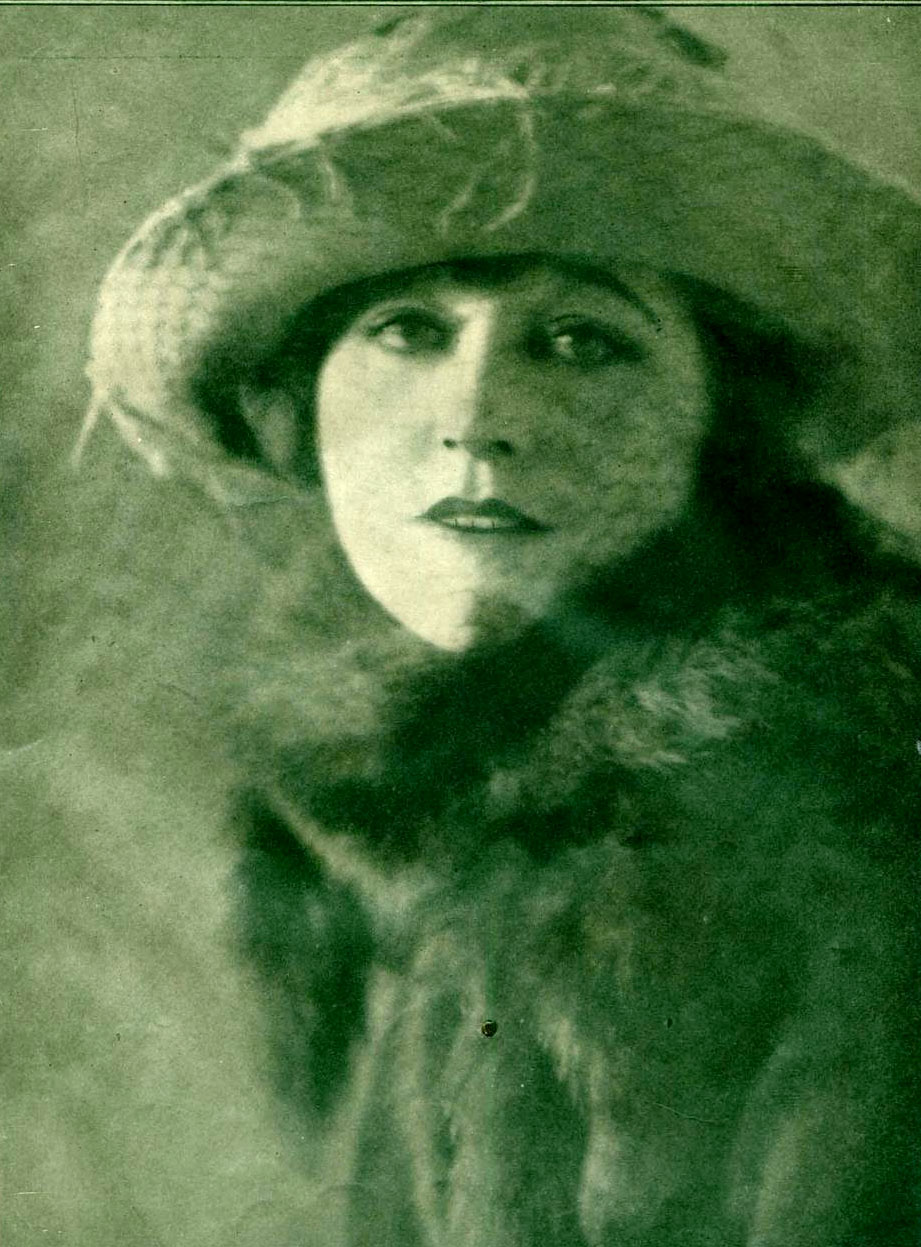
Ethel Clayton, 1922
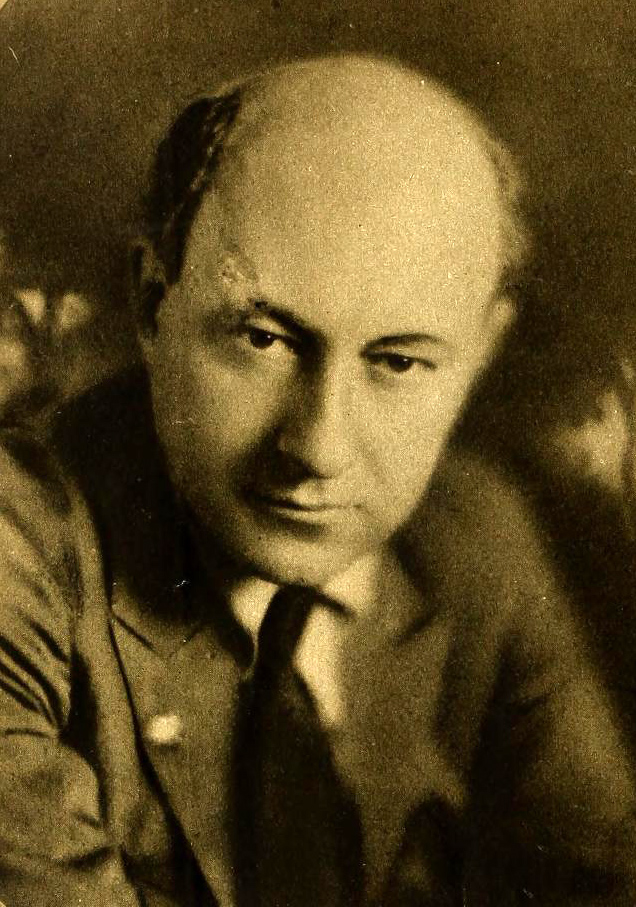
Cecil B. DeMille, 1922
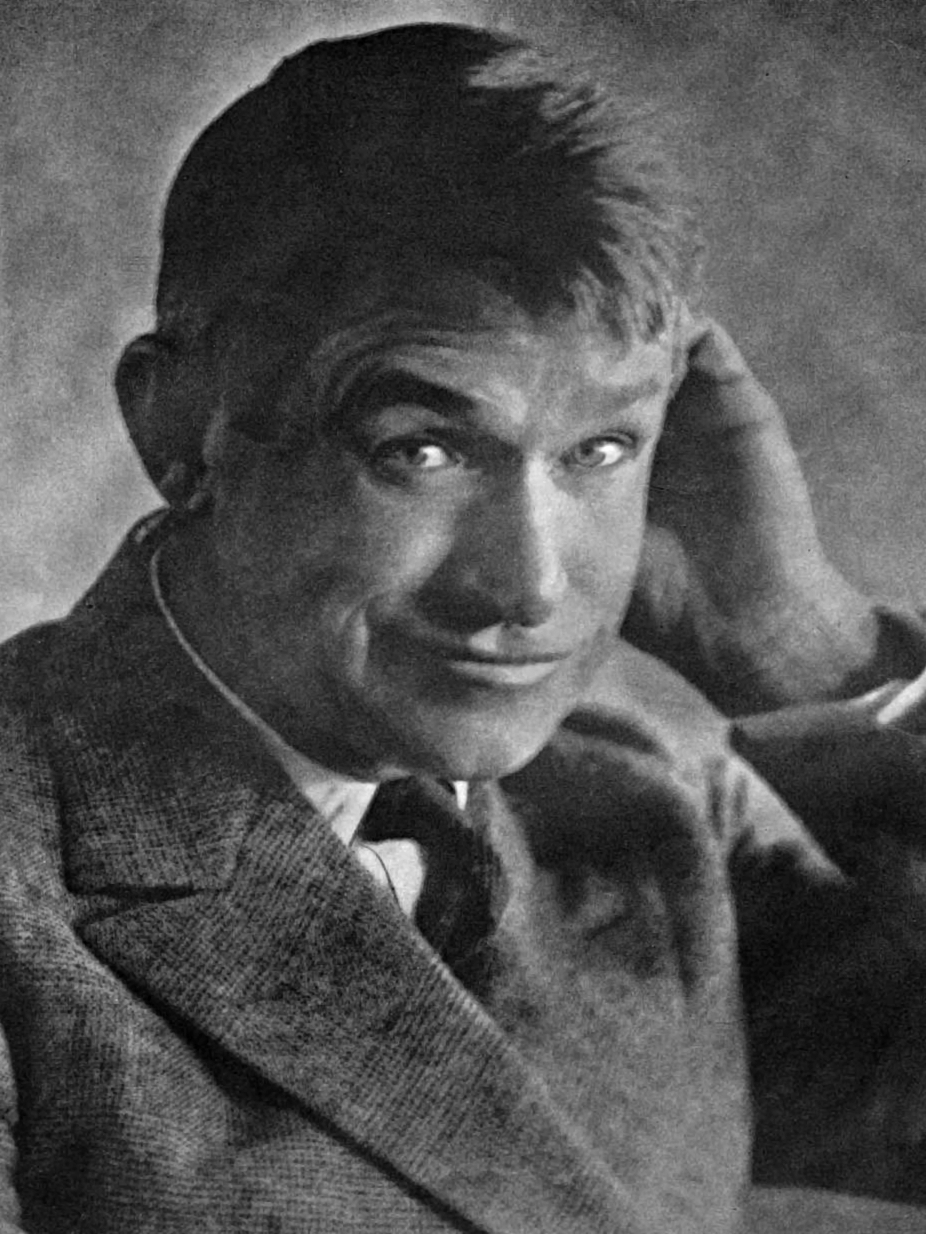
Will Rogers, 1922
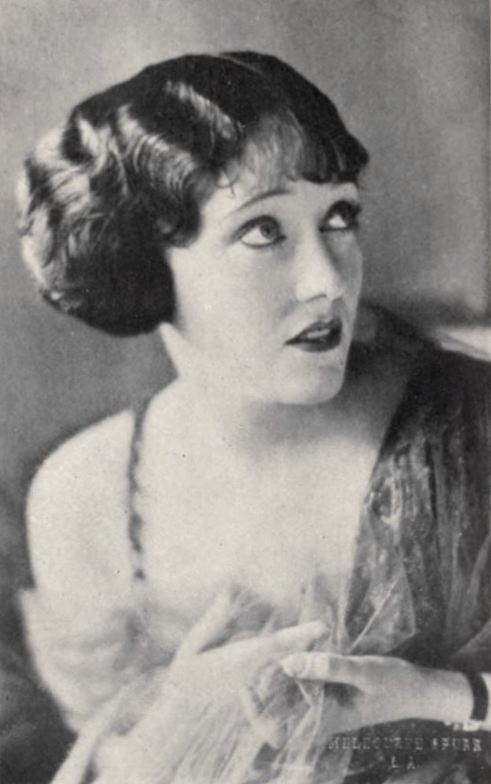
Gloria Swanson, 1922
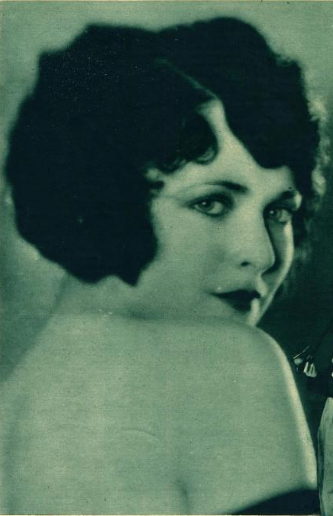
Jacqueline Logan, 1923
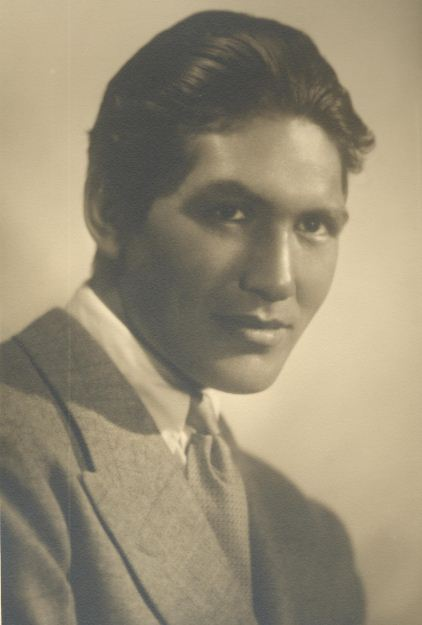
Ray Mala, 1923
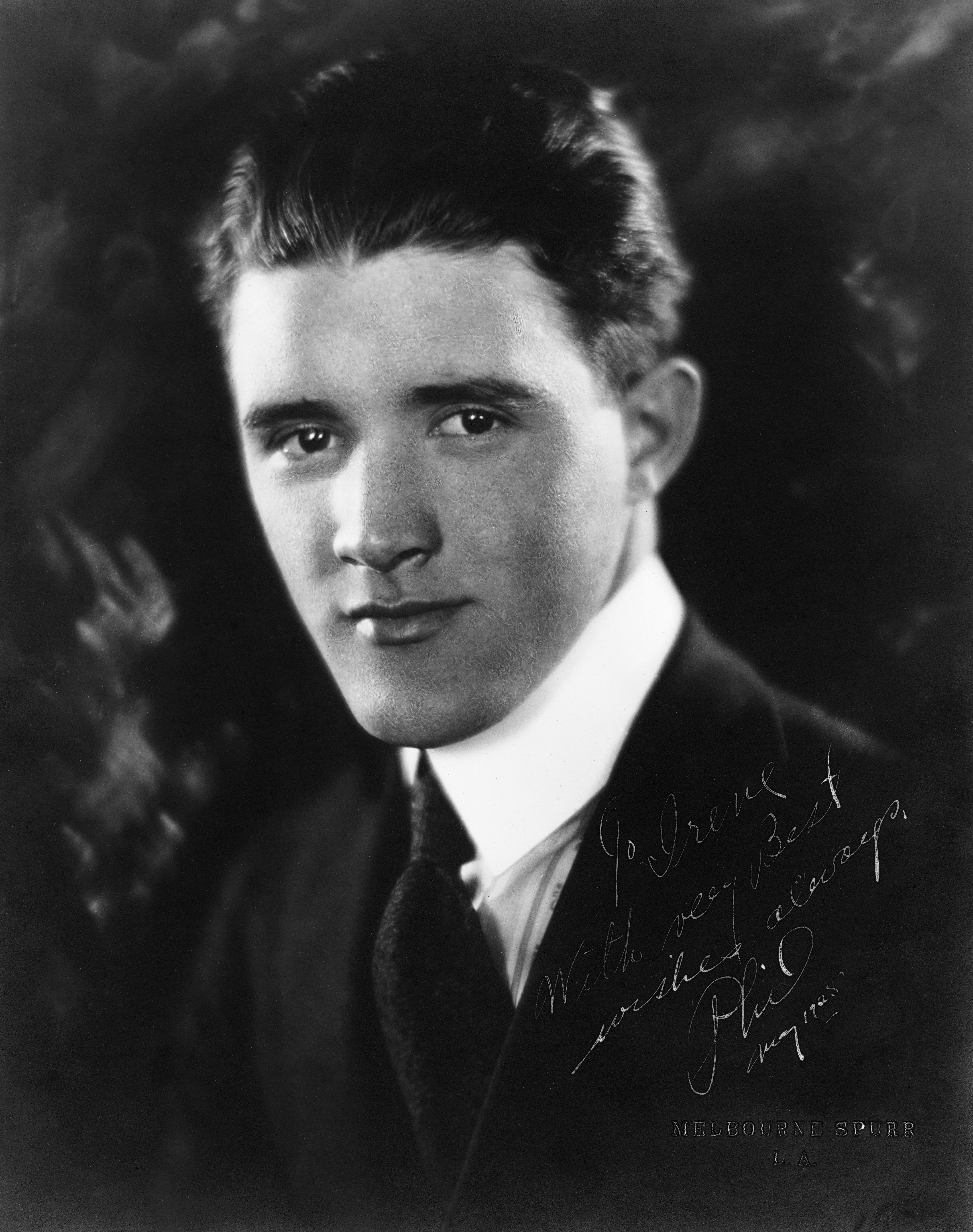
Philip Ford, 1925
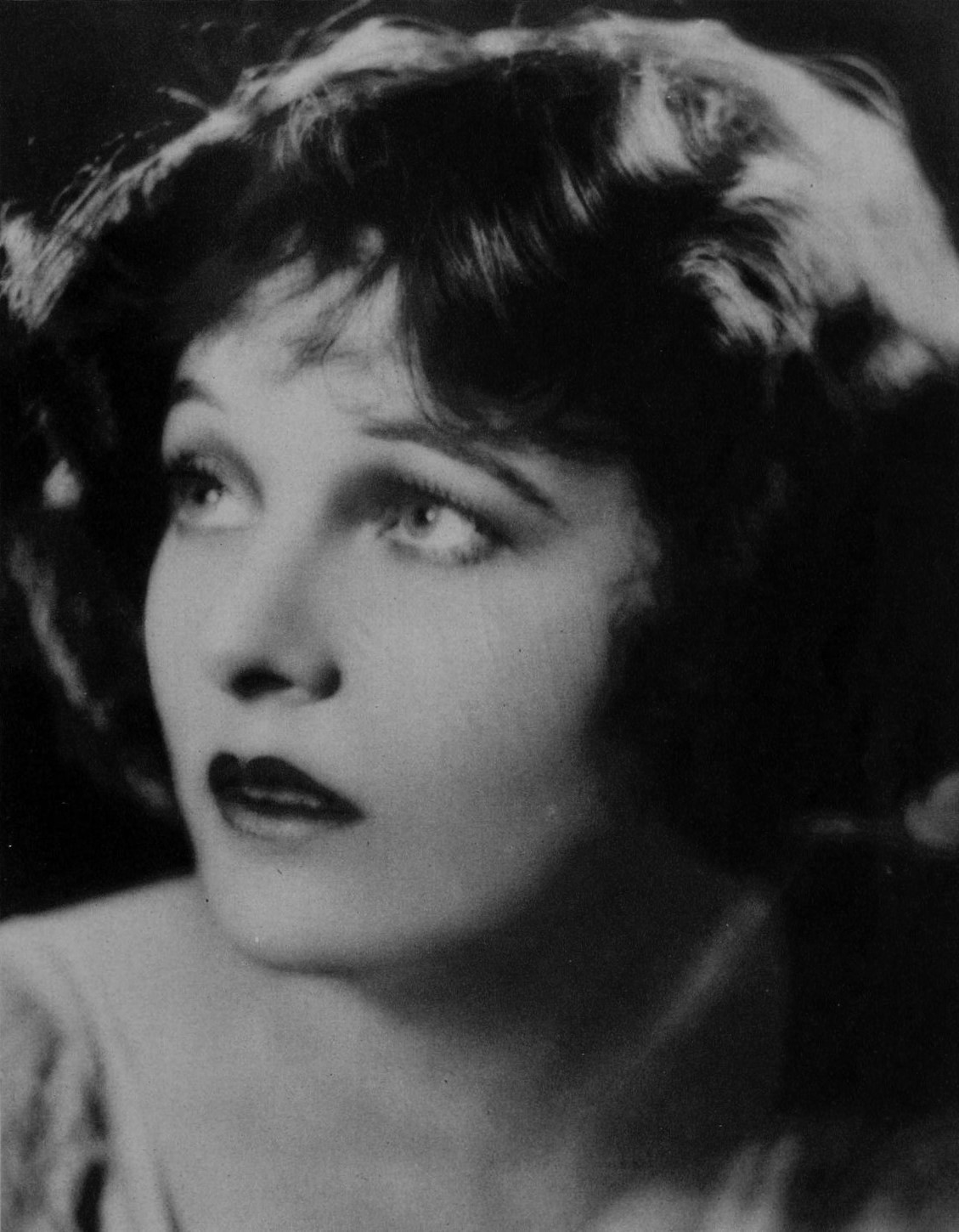
Corinne Griffith, 1928

## Filmographie
en tant que photographe publicitaire
- 1922 : Monte Cristo d’Emmett J. Flynn
- 1923 : Fleur des sables (en) (The Song of Love) d’Chester M. Franklin et Frances Marion
- 1926 : Kiki de Clarence Brown
- 1926 : Don Juan d’Alan Crosland
- 1926 : La Duchesse de Buffalo (The Duchess of Buffalo) de Sidney Franklin
- 1926 : Le Mécano de la « General » (The General) de Clyde Bruckman et Buster Keaton
- 1927 : L'Étrange Aventure du vagabond poète (The Beloved Rogue) d’Alan Crosland
- 1928 : L'Opérateur (The Cameraman) de Edward Sedgwick et Buster Keaton
- 1928 : La Femme disputée (The Woman Disputed) de Henry King et Sam Taylor
- 1937 : Une étoile est née (A Star Is Born) de William A. Wellman